# 猟奇的な彼女 (2017年のテレビドラマ)
『猟奇的な彼女』（りょうきてきなかのじょ、原題：엽기적인 그녀）は、2017年に韓国のSBSで放送された連続テレビドラマ。2001年に公開された韓国映画『猟奇的な彼女』のリメイクで、舞台を朝鮮王朝に設定している。ヒロインの「猟奇的な」王女役をオ・ヨンソが演じ、相手役の両班（ヤンバン、貴族）をチュウォンが演じた。2017年5月29日から7月18日まで毎週月曜日と火曜日の22:00から1日に2話ずつ、全16回全32話にわたって放送された。

## 登場人物

### 主要人物
キョン・ウ
演 - チュウォン
高級官僚である大提学キョン・ピルヒョンの息子。
へミョン王女
演 - オ・ヨンソ
王室の「猟奇的な」王女。前の王妃（廃妃）ハン氏の娘。
カン・ジュニョン
演 - イ・ジョンシン
従事官。国王フィジョンの忠臣。
チョン・ダヨン
演 - キム・ユネ
最高権力者である左議政チョン・ギジュンの一人娘。

### 王室
フィジョン
演 - ソン・チャンミン
へミョンの父。朝鮮国王。
中殿パク氏
演 - ユン・セア
王妃。
元子（ウォンジャ）
演 - チェ・ロウン
国王の長男。王妃パク氏の子。ヘミョンの弟。
チャヘ大妃
演 - ユン・ソジョン
先王の王妃。
ヨンシン
演 - リュダム
ヘミョンの付き人。内侍。
ピョリ
演 - テミ
ヘミョンの女性護衛官。
廃妃ハン氏
演 - イ・ギョンファ
へミョンの母。
パン尚宮
演 - ホン・イェソ

### キョン・ウの家族
キョン・ピルヒョン
演 - チョ・ヒボン
キョン・ウの父。大提学。
ホ氏
演 - チャン・ヨンナム
キョン・ウの母。
キョン・ヒ
演 - チョン・ダビン
キョン・ウの妹。

### 官僚
チョン・ギジュン
演 - チョン・ウンイン
ダヨンの父。左議政。
ミン・ユファン
演 - オ・ヒジュン
パク・スンジェ
演 - キム・ビョンオク
兵曹判書（国防大臣）。
ウォルミョン
演 - カン・シンヒョ

### その他の人物
チュンプン
演 - シム・ヒョンタク
パク・チャンフィ
演 - クァク・ヒソン
監察部（不正を監視する部署）副従事官。
パン・セホ
演 - イ・シオン
キョン・ウの親友。
メン・グァンス
演 - ソル・チョンファン
キョン・ウの親友。
ファンガ
演 - パク・ヨンス
書店主。
マルグム
演 - ソ・ウナ
ダヨンの奴婢。
ダルファン
演 - クリス・スン
清国の皇子。